# جون كودمان هيرد
جون كودمان هيرد (بالإنجليزية: John Codman Hurd)‏ هو كاتب أمريكي، ولد في 11 نوفمبر 1816، وتوفي في 25 يونيو 1892.